# قلعة برافو

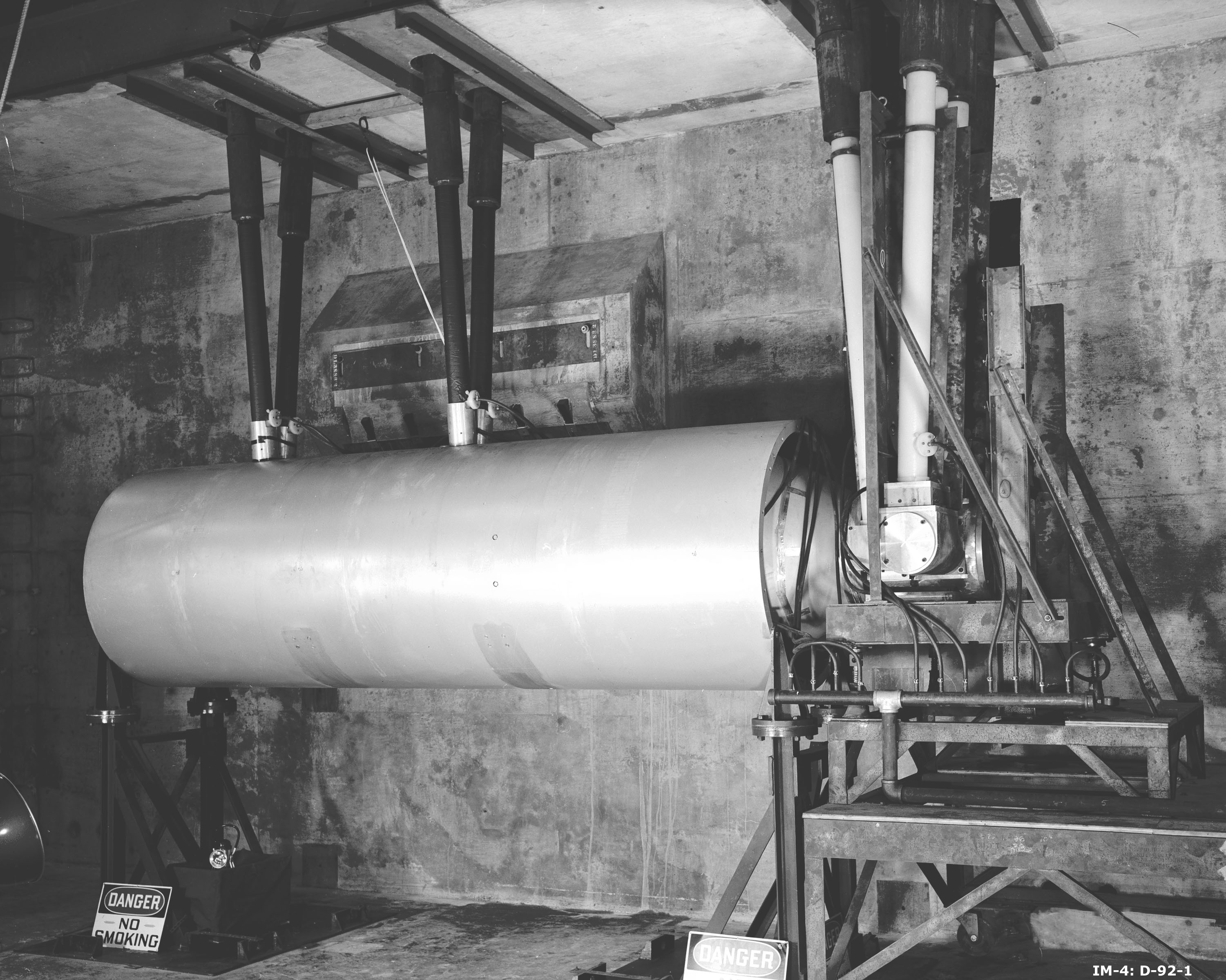
قلعة برافو

قلعة برافو كما تُعرف باسم كاسل برافو (بالإنجليزية: Castle Bravo)‏ هو الاسم الرمزي المعطى في سلسلة من اختبارات تصميم الأسلحة الحرارية عالية الحرارة التي أجرتها الولايات المتحدة في حلقية بيكيني بجزر مارشال كجزء من عملية القلعة. تم التفجير في 1 مارس 1954 وكان الجهاز هو أقوى جهاز نووي تم تفجيره من قبل الولايات المتحدة وأول ديوتريوم الليثيوم. بلغ 15 ميغا طن من مادة TNT أي 2.5 مرة من 6.0 ميغا طن المتوقع بسبب ردود الفعل الإضافية غير المتوقعة والتي أدت إلى تلوث إشعاعي غير متوقع للمناطق الواقعة شرق حلقية بيكيني.
سقطت آثار الانفجار على السكان وانتشرت في جميع أنحاء العالم. لم يتم إجلاء سكان الجزر إلا بعد ثلاثة أيام وعانوا من مرض الإشعاع. كما أصيب 23 من أفراد طاقم سفينة الصيد اليابانية دايجو فوكوريو مارو بالتلوث حيث عانوا من متلازمة إشعاعية حادة.

## التفجير
رُكبت القنبلة في قلب هيكل سيارة رصاصي في جزيرة اصطناعية مبنية خصيصًا لهذا الغرض فوق شعاب مرجانية قبالة جزيرة نامو في حلقية بيكيني. وضعت مجموعة كبيرة من أدوات المراقبة لرصد الانفجار، بما في ذلك كاميرات عالية السرعة وضعت قرب القنبلة. وقع التفجير في الساعة 06:45 في يوم 1 مارس 1954 بالتوقيت المحلي (الساعة 18:45 يوم 28 فبراير بتوقيت غرينتش).
تشكلت كرة نارية عملاقة خلال ثانية واحدة من التفجير بلغ قطرها 4.5 ميل (7.2 كم)، وكانت كرة النار هذه مرئية بوضوح في جزيرة كواجالين أتول التي تبعد أكثر من 250 ميلًا (400 كم). أحدث الانفجار حفرة قطرها 6500 قدم (2000 متر) وعمق 250 قدم (76 متر). وصل ارتفاع سحابة الفطر الناتجة عن الانفجار إلى ارتفاع 47 ألف قدم (14 ألف متر) وقطر 7 أميال (11 كم) خلال دقيقة واحدة، وإلى ارتفاع 130 ألف قدم (40 كم) وقطر 62 ميل (100 كم) في أقل من 10 دقائق، وكانت تتسع بسرعة تزيد عن 100 متر في الثانية (360 كم/ساعة، 220 ميل/ساعة). أدى الانفجار لسحابة إشعاع لوثت ما مساحته أكثر من 7 آلاف ميل مربع (18 ألف كيلومتر مربع) من المحيط الهادئ، بما في ذلك العديد من الجزر القريبة مثل رونجيريك ورونجيلاب وأوتريك. أما من حيث الطاقة الناتجة عن الانفجار والتي تُقاس عادة بكمية التي إن تي المقابلة، كان انفجار كاسل برافو أقوى بنحو ألف مرة من قنبلتي هيروشيما وناكازاكي الذريتين خلال الحرب العالمية الثانية، ويعتبر خامس أقوى انفجار نووي في التاريخ، إذ فاقته قنبلة القيصر الروسية (50 ميغا طن)، وانفجار 219 الأمريكي (24.2 ميغا طن)، وانفجاران آخران من الاختبارات السوفيتية في عام 1962 في أرخبيل نوفايا زيمليا (20 ميغا طن).

### زيادة قوة الانفجار
بلغت قوة انفجار كاسل برافو 15 ميغا طن أي أكثر بثلاثة أضعاف من قوة 5 ميغا طن التي تنبأ بها المصممون. كانت زيادة قوة الانفجار ناتجة عن خطأ ارتكبه مصممو القنبلة في مختبر لوس ألاموس الوطني حين اعتبروا أن نظير الليثيوم 6 المستخدم في القنبلة هو العنصر الوحيد المتفاعل وأن نظير الليثيوم 7 الذي يشكل 60% من كمية الليثيوم في القنبلة عنصر خامل. توقع العلماء أن يمتص نظير الليثيوم 6 نيوترونًا ناتجًا عن انشطار البلوتونيوم ويطلق جسيم ألفا وتريتيوم والذي سيندمج بدوره مع الديوتريوم ويزيد ناتج الانفجار، وهذا ما حصل بالفعل.[بحاجة لمصدر] افترضوا أيضًا أن الليثيوم 7 سيمتص نيوترونًا واحدًا ويتحول إلى الليثيوم 8 والذي يتحلل إلى زوج من جسيمات ألفا على خلال فترة زمنية أطول بكثير من زمن التفجير، لكن الذي حدث أن الليثيوم 7 التقط النيوترون وتحلل على الفور إلى جسيم ألفا ونواة التريتيوم ونيوترون آخر. ونتيجة لذلك حدث تدفق نيوتروني أكبر بكثير من المتوقع، وكانت النتيجة النهائية لذلك زيادة كبيرة في انشطار اليورانيوم وزيادة قوة الانفجار.[بحاجة لمصدر]
أدى الانفجار الكبير إلى إلحاق أضرار بالغة بالعديد من المباني الدائمة في الجزيرة التي خُصصت للمراقبة، ولم تجمع إلا القليل من البيانات المطلوبة، لأن العديد من الكاميرات والأدوات المصممة للمراقبة ونقل البيانات دمرت فورًا بواسطة الانفجار، وكذلك دمر الانفجار معظم الأدوات التي كان من المتوقع استعادتها بعد انتهاء الاختبار.

## مستويات عالية من الأضرار
نشر انفجار كاسل برافو مستويات خطيرة من الأشعة على مساحة تزيد عن 100 ميل (160 كم)، وشمل ذلك العديد من الجزر المأهولة. كانت تفاعلات انشطار اليورانيوم أكبر كثيرًا من المتوقع، ما أنتج مستويات كبيرة من الأضرار، بالإضافة للتحول الكبير في سرعة واتجاه الرياح، فنتج عن كل ذلك عواقب خطيرة للغاية بالنسبة للسكان الموجودين ضمن نطاق التأثيرات. اتُخذ قرار إجراء اختبار كاسل برافو في ظل الرياح السائدة من قبل الدكتور ألفين إس غريفز المدير العلمي للعملية، إذ كان لغريفز السلطة الكاملة لاتخاذ قرار التفجير، حتى لو عارض القائد العسكري ذلك.

### الأضرار التي لحقت بالجزر المأهولة
انتشرت الأشعة الناتجة عن الانفجار شرقًا باتجاه الجزر المرجانية رونجيريك ورونجيلاب المأهولة والتي أُخليت بعد 48 ساعة من التفجير. اعتبرت هيئة الطاقة الذرية أن رونجيلاب آمنة للعودة في عام 1957، وسُمح لسكانها البالغين 82 شخصًا بالعودة إلى الجزيرة، لكن السكان اكتشفوا أن الأسماك والأطعمة الأساسية في الجزيرة اختفت أو تلوثت بالإشعاع. وأجليوا منها مرة أخرى. تلوثت 15 جزيرة في نهاية المطاف، وبحلول عام 1963 بدأ سكان جزر مارشال يعانون من أورام الغدة الدرقية، بما في ذلك 20 من أصل 29 طفل ولدوا في رونجيلاب بعد اختبار كاسل برافو، وأبلغ أيضًا عن العديد من التشوهات الخلقية. حصل سكان الجزيرة على تعويض من حكومة الولايات المتحدة بحسب مستوى التلوث الذي تعرضوا له، وبحلول عام 1995 أفادت المحكمة المختصة أنها منحت 43.2 مليون دولار إلى نحو 1,119 شخص وهو ما يعادل كامل ميزانيتها تقريبًا.

### دايغو فوكوريو مارو
تأثر قارب الصيد الياباني دايغو فوكوريو مارو بتداعيات الانفجار، ما تسبب في إصابة العديد من أفراد الطاقم بنتائج الإشعاع النووي. توفي أحد الأعضاء نتيجة إنتان ثانوي بعد ستة أشهر من التعرض للإشعاع الحاد، وولد طفل مشوه وميت لبحار آخر. أدى ذلك لاضطرابات دولية وأثار مخاوف اليابانيين من الإشعاع، خاصة وأن المواطنين اليابانيين تأثروا مرة أخرى بالأسلحة النووية الأمريكية. كان الموقف الأمريكي الرسمي هو أن زيادة قوة القنبلة النووية لم يكن مصحوبًا بزيادة في النشاط الإشعاعي، وأنكروا أن أفراد الطاقم تأثروا بالأشعة الناتجة عن الانفجار، في حين رفض العلماء اليابانيون الذين جمعوا البيانات من سفينة الصيد هذه التصريحات.
أظهرت الدراسة التي قام بها السير جوزيف روتبلات الذي يعمل في مستشفى سانت بارثولوميو في لندن أن التلوث الناجم عن اختبار كايل برافو كان أكبر بكثير من النتائج التي أعلن عنها رسميًا. استطاع روتبلات أن يثبت أن الانفجار حدث على ثلاث مراحل وأن مرحلة الانشطار في نهاية الانفجار زادت من كمية الإشعاع ألف مرة. تناولت وسائل الإعلام دراسة روتبلات، ووصلت الاحتجاجات في اليابان إلى مستوى قطع العلاقات الدبلوماسية، حتى أن البعض أطلقوا عليها اسم «هيروشيما الثانية»، ومع ذلك توصلت الحكومتان اليابانية والأمريكية إلى تسوية سياسية بسرعة، وتلقت اليابان 15.3 مليون دولار كتعويض.

## الآثار الصحية
قدرت وزارة الطاقة الأمريكية أن 253 شخصًا من جزر مارشال تأثروا بالأشعة التي نتجت عن اختبار كاسل برافو، ويعتقد أن الأضرار الناتجة عنه هي الأعلى في تاريخ الحوادث النووية. تعرض السكان المجاورون لموقع الاختبار لمستويات عالية من الإشعاع ما أدى لظهور أعراض معتدلة لدى الكثيرين (الغثيان والإقياء والإسهال)، وبعد عدة أسابيع عانى أشخاص من تساقط الشعر والآفات الجلدية أيضًا. زاد التعرض للإشعاعات الناتجة عن الاختبار عدد الإصابات بأنواع عديدة من السرطان مثل سرطان الدم وسرطان الغدة الدرقية، وهناك أيضًا ارتباط بين مستويات التعرض للأشعة مع أمراض الغدة الدرقية مثل قصور الدرق، وسكان جزر مارشال الذين تعرضوا بشكل كبير للأشعة الناتجة عن الاختبار لديهم مخاطر أكبر للإصابة بالسرطان، إذ يفوق معدل الوفيات بسرطان عنق الرحم لدى الإناث في جزر مارشال متوسط سكان الولايات المتحدة بستين مرة.